# 武汉大学人民医院
武汉大学人民医院（英語：Wuhan University People's Hospital），又名湖北省人民医院、武汉大学附属第一医院、武汉大学第一临床学院（英文：Wuhan University Renmin Hospital，或Hubei General Hospital），是一家集医疗、教学、科研于一体的综合医疗机构，是武汉大学的三所附属医院之一，湖北省首批三级甲等医院之一。

## 历史
1923年，湖北省立医科大学实习医院建立。
1926年10月，医院随湖北省立医科大学一同并入国立武昌中山大学。
1928年国立武昌中山大学改建为国立武汉大学时因经费问题停办医科，实习医院经扩充后成立湖北省立医院。
1938年因日军空袭，湖北省立医院被迫迁往湖北恩施。
1943年5月14日，国立中山大学医学院教授、祖籍湖北宜都的朱裕璧博士在恩施创办了湖北省立医学院。
1946年2月，湖北省立医学院迁回武昌两湖书院旧址继续办学。同年6月，湖北省立医院也迁回武昌两湖书院旧址。
1949年11月，湖北省立医学院更名为湖北省医学院，湖北省立医院、湖北省立医学院附设医院、湖北省立传染病医院、湖北省立结核医院、武昌妇孺医院合并组建湖北省人民医院并作为湖北省医学院附属医院。此次合并，奠定了医院成为华中地区一流医院的基础。
1953年9月12日，湖北省医学院更名为湖北医学院。
1955年湖北省人民医院更名为湖北医学院附属第一医院。
1986年医院恢复同时使用湖北省人民医院名称。
1993年1月，湖北医学院更名为湖北医科大学，医院则更名为湖北医科大学附属第一医院，并继续使用湖北省人民医院名称。同年，医院被中国卫生部评定为湖北省首批三级甲等医院之一。
1995年，医院被联合国儿童基金会、世界卫生组织和中国卫生部联合授予“爱婴医院”称号。
2000年8月2日，湖北医科大学与武汉大学、武汉水利电力大学、武汉测绘科技大学合并为新的武汉大学。医院则更名为武汉大学人民医院、武汉大学附属第一医院，并继续沿用湖北省人民医院名称。

## 地理位置

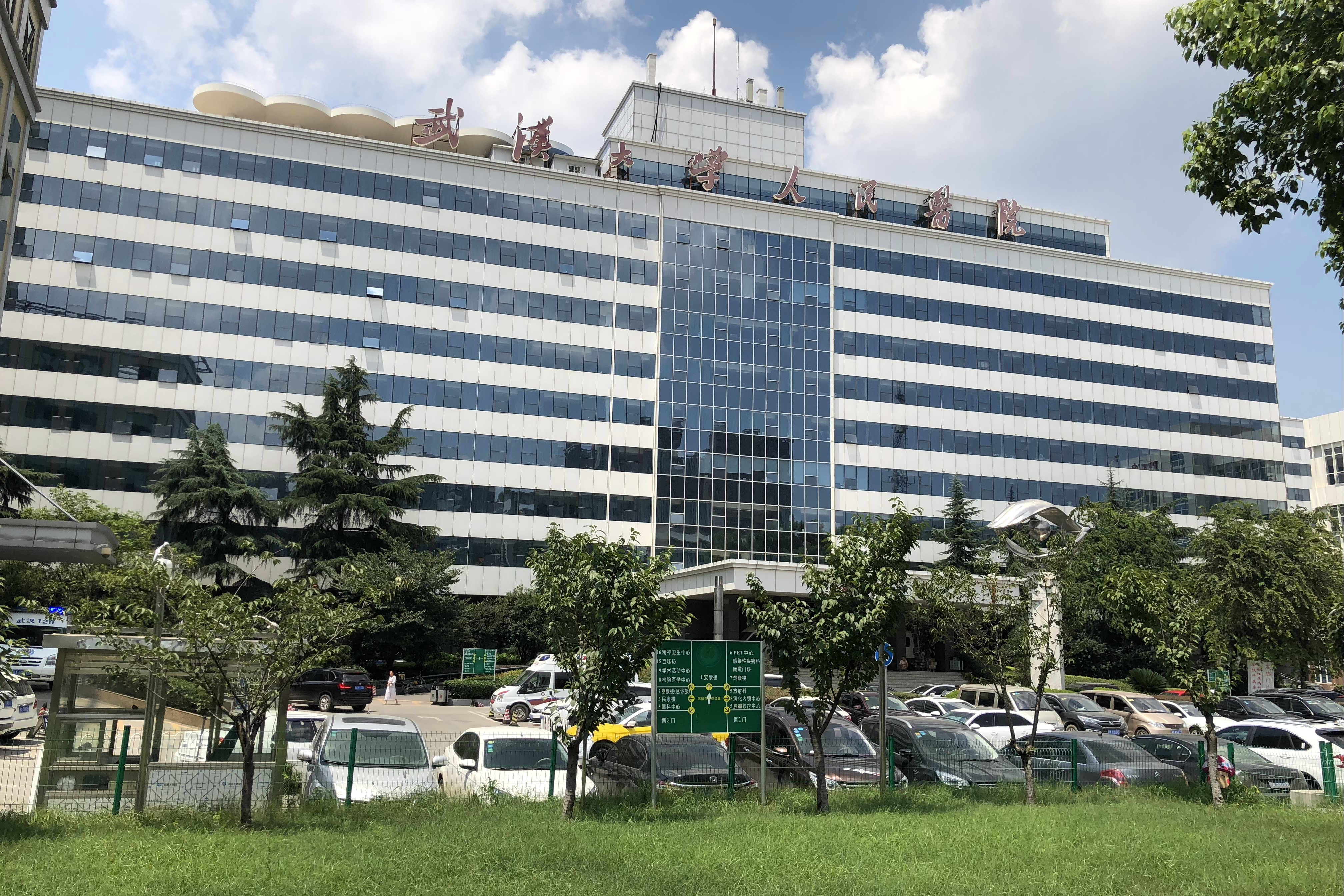
安康楼

武汉大学人民医院位于湖北省武汉市武昌区紫阳路22号，不远处有黄鹤楼、武汉长江大桥、武昌火车站和武汉宏基长途汽车站。医院距离武汉大学校区较远。

## 现状

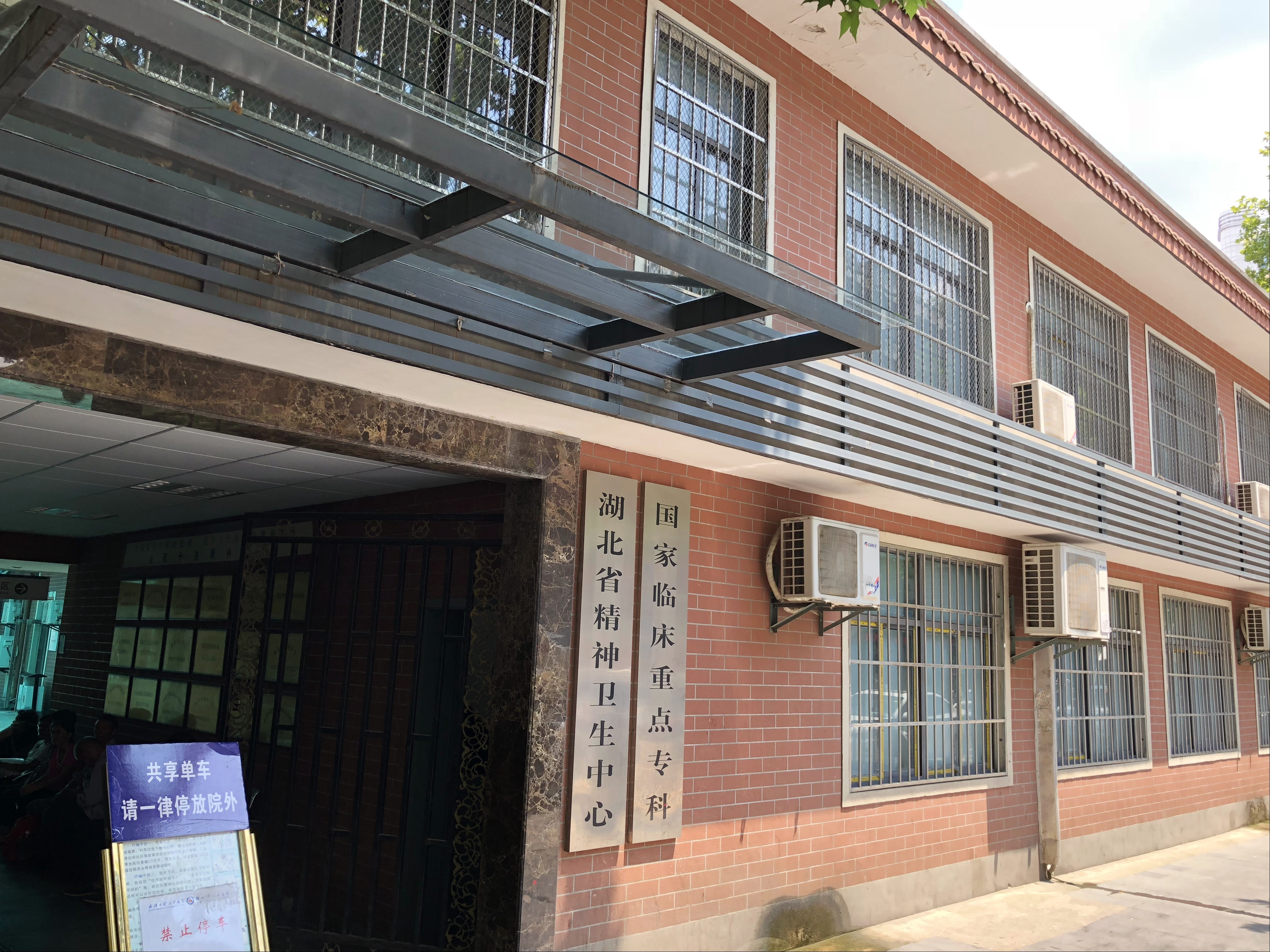
精神卫生中心

目前，武汉大学人民医院占地13万平方米，建筑面积31万平方米；在职员工2000多人，其中500余人为高级职称专业人员。医院学科齐全，设有59个临床医技科室，病床1447张，有完善的先进医疗仪器设备。医院是武汉大学第一临床学院的临床教学和实习基地，承担武汉大学医学部其它院系的部分临床教学任务，并设有临床医学博士后科研流动站。
现在，武汉大学人民医院年均门诊量约100万人次，住院病人约3.6万人次，手术1.8万台次以上。医院的医疗服务范围遍布中国大陆，还涉及中国香港、澳门地区以及亚洲和南美洲的部分国家；并承担中国领导人、外国政要、华人华侨等在湖北期间的保健任务。
医院实力较强的学科有：内科学（心血管病、消化系病）、外科学（普通外科、胸心外科、泌尿外科、整形外科）、妇产科学、儿科学、眼科学、耳鼻咽喉科学、神经病学、精神病与精神卫生学、皮肤病与性病学等。